# Bolesław Kobrzyński
Bolesław Kobrzyński (ur. 27 grudnia 1914 w Osterfeld w Westfalii, zm. 29 grudnia 1986 w Horton w Wielkiej Brytanii) – polski poeta.
Pochodził z rodziny górniczej. Szkołę podstawową ukończył w wielkopolskim Trzemesznie. Studiował w seminarium nauczycielskim w Wągrowcu. W latach 1935–1936 szkolił się w podchorążówce w Brodnicy. Przed wojną pracował jako nauczyciel. W 1939 został zmobilizowany i przydzielony do garnizonu rzeszowskiego. Po klęsce wrześniowej został internowany na Węgrzech. W 1940 przedostał się do Jugosławii, a stamtąd przez Liban do Syrii. Służył w Samodzielnej Brygadzie Strzelców Karpackich. Brał udział w walkach o Tobruk, Anconę i na Monte Cassino. Otrzymał awans na stopień oficerski (porucznika). Pod Monte Cassino został ranny. Resztę życia spędził w szpitalu. 
Laureat nagrody literackiej Katolickiego Ośrodka Wydawniczego "Veritas" w Londynie (1950) i Nagrody Kościelskich (1976). Podpisał list pisarzy polskich na Obczyźnie, solidaryzujących się z sygnatariuszami protestu przeciwko zmianom w Konstytucji Polskiej Rzeczypospolitej Ludowej (List 59).
Pisał wiersze (między innymi Kantyk do butelek z wodą) i epigramaty. Jest autorem słów na pomniku pod Monte Cassino. Za jego sztandarowy utwór uważany jest Wiersz o Tobruku:
Paść i nie ulec, bronić się i natrzeć,

Karabin podnieść i nabić go znowu

I szukać wrogów wolą i rozpaczą

W górze, na morzu, po fiordach i rowach.
Poeta sięgnął między innymi po formę klasycznego sonetu w trzyczęściowym cyklu Sonety szpitalne.

## Wiersze
- Przewodnik serdeczny (1944)
- Pańskie oko Pegaza tuczy (1976)
- Poezje wybrane (1985)